# Las Mokrzański

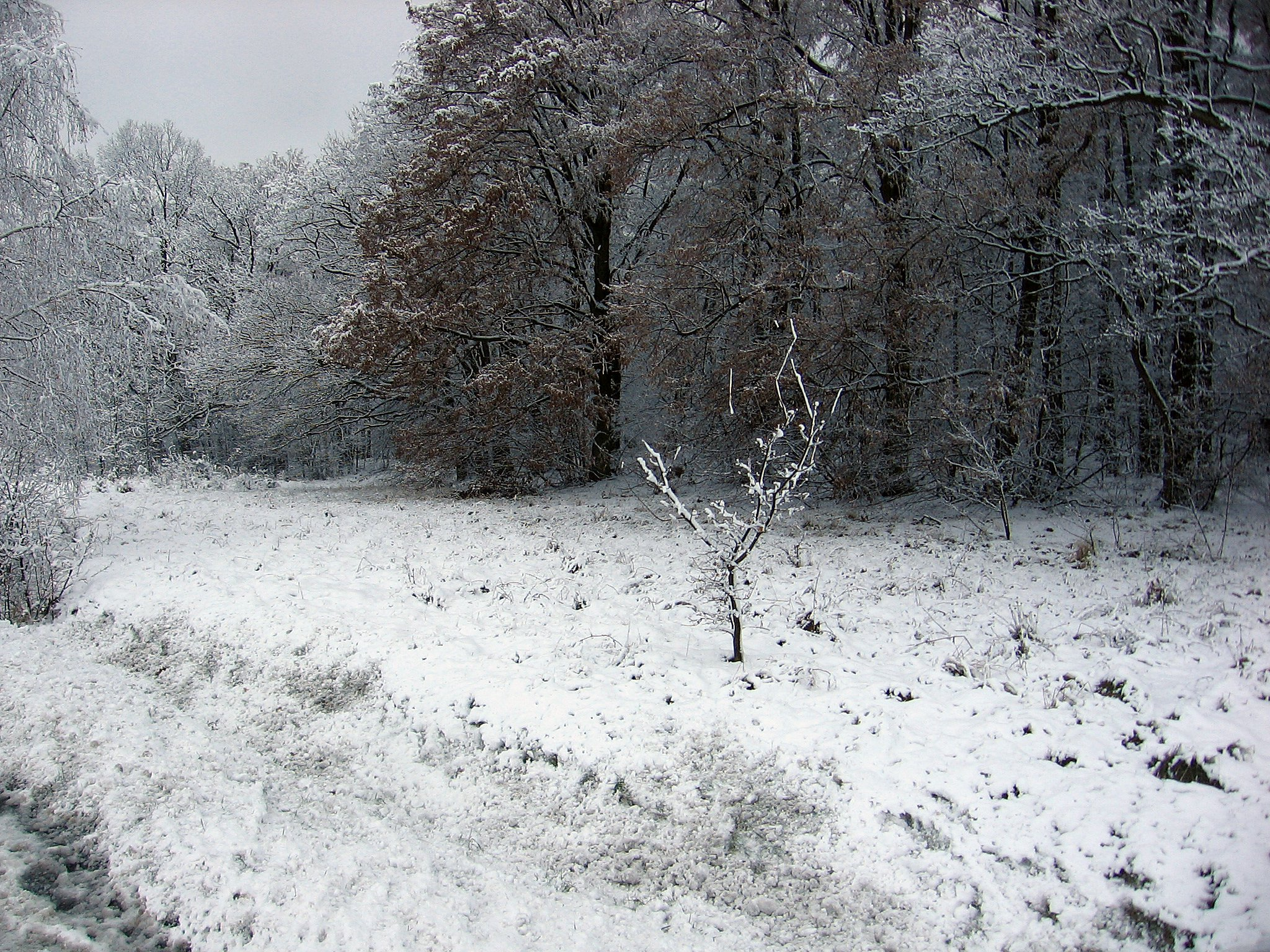
Las Mokrzański zimą..

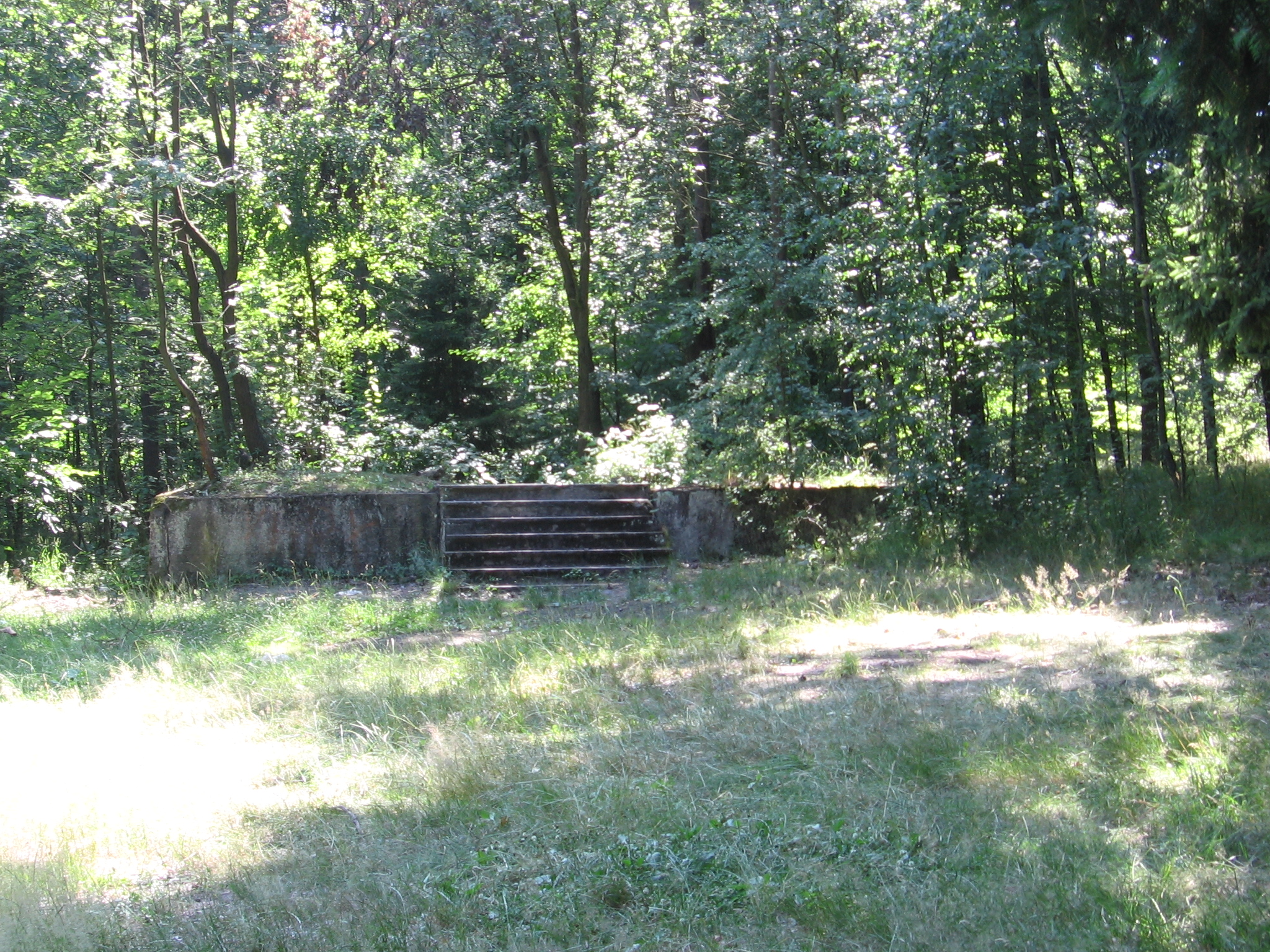
...i latem: ruina "Waldschlößchen"

Las Mokrzański (do 1945 pod nazwą Muckerauer Wald, później krótko jako Las Mokrsko) – największy kompleks leśny w granicach administracyjnych Wrocławia. Zajmuje 551 hektarów i znajduje się na północno-zachodnim skraju miasta (na północ od osiedla Leśnica, na obszarze osiedli Mokra i częściowo Marszowice, a także w niewielkiej części na terenach pozamiejskich, należących do przysiółka Miłoszyn wsi Wilkszyn). 
W zachodniej części Lasu Mokrzańskiego zlokalizowane jest najwyżej położone naturalne wzniesienie w granicach miasta (bezimienne, 148 m n.p.m.) oprócz niego na lekko pofalowanym terenie Lasu znajduje się także m.in. wzgórze Twaróg (129 m n.p.m., dawniej pod nazwą Quarkberg) oraz leżąca już poza granicami miasta Góra Wilkszyńska (135 m n.p.m.). Przez Las Mokrzański przepływa Łękawica i kilka mniejszych strumieni. Cały teren Lasu jest wilgotny, porośnięty drzewostanem typu grądu i łęgu, z przewagą dębów szypułkowych, w wilgotniejszych miejscach rośnie także olsza czarna; oprócz tego nasadzenia sosny, świerka i akacji (robinii akacjowej). Ponadto w drzewostanie Lasu znajduje się buk zwyczajny, dąb czerwony, grab zwyczajny, jawor, jesion, lipa drobnolistna, topola, a w podszyciu, na ogół dobrze rozwiniętym, a nawet bardzo gęstym – m.in. gwiazdnica wielkokwiatowa, konwalia majowa, orlica pospolita, pszeniec gajowy.
Na terenie Lasu Mokrzańskiego w latach 1900-1945 znajdowała się restauracja "Waldschlößchen" ("Leśny Zameczek"); dziś pozostały tylko ruiny jej fundamentów tkwiące przy drodze (na przedłużeniu ul. Ostrężynowej) w środku lasu. Przebiega tędy turystyczny szlak pieszy (zielony) i rowerowy (niebieski), z Leśnicy przez ul. Marszowicką do Lasu Mokrzańskiego, w nim ul. Ostrężynową do ul. Wińskiej i dalej na północny zachód i zachód do Środy Śląskiej.
Las Mokrzański nie jest lasem komunalnym. Podlega nadleśnictwu Miękinia, w ramach obrębu leśnego Miękinia – leśnictwo Mokre.